# H2O (Hall & Oates)
H2O è l'undicesimo album del duo Hall & Oates, pubblicato nel 1982.
Il titolo rappresenta la formula chimica dell'acqua e le iniziali di Hall e Oates.
Nel 2004 venne pubblicata una riedizione dalla BMG con tre bonus track.

## Tracce
1. Maneater (Daryl Hall, John Oates, Sara Allen) – 4:33
2. Crime Pays (Hall, Oates, S. Allen) – 4:31
3. Art of Heartbreak (Hall, S. Allen, Janna Allen) – 3:43
4. One on One (Hall) – 4:17
5. Open All Night (Hall, S. Allen) – 4:35
6. Family Man (Mike Oldfield, Tim Cross, Maggie Reilly, Rick Fenn, Mike Frye, Morris Pert) – 3:25
7. Italian Girls (Oates) – 3:17
8. Guessing Games (Hall, J. Allen) – 3:15
9. Delayed Reaction (Hall, Oates, S. Allen) – 3:59
10. At Tension (Oates) – 6:16
11. Go Solo (Hall) – 4:35

### bonus track ristampa BMG 2004
1. Family Man (Rock Mix) – 5:47
2. Maneater (Special Extended Club Mix) – 6:00
3. One on One (Club Mix) – 5:31

## Formazione
- Daryl Hall: voce, chitarra, sintetizzatore, tastiera, mandolino
- John Oates: voce, chitarra 6 corde, chitarra 12 corde, programmazione, pianoforte, Fender Rhodes, batteria elettronica, mandolino
- G.E. Smith: chitarra
- Tom Wolk: basso, mandolino
- Mickey Curry: batteria, percussioni
- Larry Fast: sintetizzatore, programmazione
- Charlie DeChant: sax

Produzione
- Daryl Hall, John Oates, Neil Kernon: produzione
- Neil Kernon: suono
- Bruce Buchhalter, Michael Somers-Abbott, Barry Harris: assistenti suono
- Hugh Padgham: missaggio
- Bob Ludwig: mastering